# Johan Søhr
Johan Olaus Søhr, nato Sørensen (Sannidal, 6 settembre 1867 – Bærum, 1º gennaio 1949), è stato un giurista norvegese.

## Biografia
Era il figlio di Johan Christian Sørensen, e di sua moglie, Ellen Kathrine Sørensen. Sposò Margit Mosgaard. Nel 1914 cambiò il suo cognome da Sørensen a Søhr.

## Carriera
Studiò presso l'Accademia Militare Norvegese e poi giurisprudenza presso l'Università degli Studi di Kristiania. Iniziò a lavorare nella polizia Kristiania nel 1896 dove raggiunse il grado di ispettore di polizia (1906-1913). Fu capo del dipartimento criminale della polizia di Kristiania (1913-1925).
Durante la prima guerra mondiale è stato responsabile di indagine di diversi casi di spionaggio tra i quali il caso di Otto von Rosen e il caso Rautenfels. Fu capo della polizia di Aker (1925-1937).

## Morte
Morì il 1º gennaio 1949 a Bærum.